# Evergreen Line (SkyTrain)
| Streckenlänge: | 10,9 km              |                        |                        |
| Spurweite: | 1435 mm (Normalspur) |                        |                        |
| |                      |                        |                        |
| \| \| \| Lafarge Lake–Douglas \| \| \| \| \| Lincoln \| \| \| \| \| Coquitlam Central \| \| \| \| \| \| \| \| \| \| Falcon Drive (geplant) \| \| \| \| \| Inlet Centre \| \| \| \| \| West Coast Express \| \| \| \| \| Moody Centre \| \| \| \| \| Queens (geplant) \| \| \| \| \| \| \| \| \| \| Snake Hill \| \| \| \| \| \| \| \| \| \| Burquitlam \| \| \| \| \| Expo Line \| \| \| \| \| Lougheed Town Centre \| \| |                      |                        |                        |
| U-Bahn-Kopfbahnhof Anfang Hochstrecke |                      | Lafarge Lake–Douglas   | Lafarge Lake–Douglas   |
| U-Bahn-Haltepunkt / Haltestelle |                      | Lincoln                | Lincoln                |
| |                      | Coquitlam Central      |                        |
| U-Bahn-Strecke Ende Hochstrecke · Strecke |                      |                        |                        |
| ehemaliger U-Bahn-Haltepunkt / Haltestelle · Strecke |                      | Falcon Drive (geplant) | Falcon Drive (geplant) |
| U-Bahn-Haltepunkt / Haltestelle · Strecke |                      | Inlet Centre           | Inlet Centre           |
| |                      | West Coast Express     |                        |
| |                      | Moody Centre           |                        |
| ehemaliger U-Bahn-Haltepunkt / Haltestelle |                      | Queens (geplant)       | Queens (geplant)       |
| U-Bahn-Tunnelanfang |                      |                        |                        |
| U-Bahn-Strecke (im Tunnel) |                      | Snake Hill             | Snake Hill             |
| U-Bahn-Tunnelende |                      |                        |                        |
| U-Bahn-Haltepunkt / Haltestelle |                      | Burquitlam             | Burquitlam             |
| U-Bahn-Abzweig geradeaus und von links |                      | Expo Line              | Expo Line              |
| U-Bahn-Bahnhof |                      | Lougheed Town Centre   | Lougheed Town Centre   |

Die Evergreen Line, auch Evergreen Extension, ist eine U-Bahn-Strecke des SkyTrain Vancouver, des Nahverkehrssystems der Agglomeration Metro Vancouver in Kanada. Die normalspurige Strecke ist 10,9 km lang und umfasst sechs Stationen. Sie verbindet die Station Lougheed Town Centre in Burnaby mit Lafarge Lake–Douglas in Coquitlam. Die Bauarbeiten begannen 2012. Die Strecke wurde im Dezember 2016 als Teil der Millenium Line eröffnet. Es werden vollautomatische Züge mit Linearmotoren eingesetzt.

## Strecke
Die Strecke beginnt an der Station Lougheed Town Centre in Burnaby, wo Anschluss an über ein Dutzend Buslinien und die Expo Line besteht. Dort gibt es seit der Eröffnung im Jahr 2002 einen zusätzlichen Bahnsteig, der zunächst im Rohbau belassen wurde und über ein Jahrzehnt lang ungenutzt blieb. Die zunächst südostwärts führende Strecke beschreibt kurz nach Verlassen der Station eine enge Kurve, um zur North Street zu gelangen. Aufgeständert folgt sie dieser Straße und der anschließenden Clarke Road nordwärts bis zum Stadtteil Burquitlam. Es folgt ein 2 km langer Tunnel in nordöstlicher Richtung unter dem Snake Hill. Im Gegensatz zur Canada Line weist dieser Tunnel nur eine Tunnelröhre auf (Durchmesser 9,84 m), die beiden Gleise werden durch eine Wand getrennt sein.
Das nördliche Tunnelportal liegt auf dem Gebiet der Stadt Port Moody. Dort folgt die Evergreen Line in östlicher Richtung der Trasse der Canadian Pacific Railway (die vom West Coast Express befahren wird). Bei der Station Inlet Centre wechselt die Evergreen Line mittels einer Brücke von der Süd- auf die Nordseite der Bahntrasse. Nach der Stadtgrenze von Coquitlam beginnt der zweite aufgeständerte Teil der Strecke, die bis zum Bahnhof Coquitlam Central zunächst weiterhin parallel zur Bahntrasse verläuft. Schließlich biegt die Evergreen Line nach Norden ab und folgt dem Pinetree Way bis zur Endstation Lafarge Lake–Douglas.

## Geschichte

Streckenführung

Ursprünglich sollten Port Moody und Coquitlam durch eine Zweigstrecke der 2002 eröffneten Millennium Line erschlossen werden. Als die Projektkosten stiegen, wurde dieses Vorhaben jedoch auf unbestimmte Zeit verschoben. An der Station Lougheed Town Centre entstand gleichwohl ein zusätzlicher Bahnsteig im Rohbau, der zunächst ungenutzt blieb. Das Verkehrsunternehmen TransLink untersuchte mehrere Optionen für den nordöstlichen Korridor: eine Eisenbahnlinie mit Dieseltriebzügen, eine Stadtbahn, eine neue SkyTrain-Linie und eine Express-Buslinie. 2004 entschied man sich für eine Stadtbahn, da sich diese besser in die Umgebung einfüge, dem Verkehrsaufkommen angepasst sei und am kostengünstigsten sei.
Detaillierte Planungen für eine Stadtbahn begannen im Oktober 2006. Nach einigen öffentlichen Anhörungen gab es im Sommer 2007 in der Lokalpresse Gerüchte, wonach das Projekt aufgegeben worden sei. Im Juli 2007 ließ TransLink verlauten, dass die Evergreen Line weiterhin Priorität genieße, das Projekt aber nochmals überarbeitet werde. Am 1. Februar 2008 gaben die Regierung der Provinz British Columbia und TransLink bekannt, dass nun das System Advanced Light Rapid Transit, das bei den übrigen SkyTrain-Linien angewendet wird, bevorzugt werde. Zwei mögliche Routen standen zur Wahl: eine mit Untertunnelung des Snake Hill und eine mit gänzlich oberirdischer Streckenführung. Die umliegenden Gemeinden sprachen sich nach einer sechswöchigen Anhörungsfrist einhellig für die Tunnelvariante aus.
Ein im September 2009 veröffentlichter Bericht der TransLink-Aufsichtsbehörde kam zum Schluss, dass ein Ausbau des SkyTrain-Netzes ohne berechenbare Einnahmequelle für die Betriebskosten höchst unwahrscheinlich sei. Die unsichere Finanzierungslage sorgte für eine zweijährige Verzögerung bei den Planungen. Im Oktober 2011 stimmten die Bürgermeister der zum TransLink-Gebiet gehörenden Gemeinden dem Ausbauprogramm Moving Forward zu: Unter anderem sollte eine Erhöhung der lokalen Treibstoffsteuer um zwei Cents je Liter zur Finanzierung der Evergreen Line beitragen. Die Gesamtkosten für die 10,9 km lange Strecke wurden auf 1,43 Milliarden CAD budgetiert. Davon sollte die kanadische Bundesregierung 424 Millionen übernehmen, die Provinz British Columbia sollte 586 Millionen beitragen, TransLink 400 Millionen, weitere Partner 21 Millionen.
Das Ausschreibungsverfahren erreichte im November 2011 die letzte Phase, als das Verkehrsministerium der Provinz drei Konsortien in die nähere Auswahl nahm. Vorbereitende Arbeiten begannen im Januar 2012 und umfassten das Abreißen von Gebäuden sowie das Verlegen unterirdischer Leitungen. Das Bauunternehmen SNC Lavalin entschied die Ausschreibung am 4. Oktober 2012 für sich. Die entscheidende Bauphase begann im Februar 2013 mit Arbeiten am Nordportal des Snake-Hill-Tunnels. Es war geplant, dass die Evergreen Line im Sommer 2016 betriebsbereit sein soll; sie soll von der Millennium Line den Streckenabschnitt zwischen den Stationen Lougheed Town Centre und VCC–Clark übernehmen.